# Roldeney de Oliveira
Roldeney Fernandes de Oliveira (4 de julho de 2000) é um judoca saotomense. Competiu nos Jogos Olímpicos de Verão de 2024 em Paris. Foi eliminado na primeira fase pelo alemão Igor Wandtke.
O estreante olímpico Roldeney Fernandes de Oliveira é o primeiro atleta que representou São Tomé e Príncipe no judô nos Jogos Olímpicos. Participou nos Jogos Africanos de Acra 2024 (R1 -73kg) e nos Campeonatos Africanos de 2023 e 2024 (R1 -73kg). Nasceu em São Tomé e Príncipe e vive na Covilhã, Portugal.